# Dysphania schoutensis
Dysphania schoutensis är en fjärilsart som beskrevs av James John Joicey och Talbot 1916. Dysphania schoutensis ingår i släktet Dysphania och familjen mätare. Inga underarter finns listade i Catalogue of Life.